# 1074
Cette page concerne l'année 1074  du calendrier julien. Pour l'année 1074 av. J.-C., voir 1074 av. J.-C.
L'année 1074 est une année commune qui commence un mercredi.

## Événements
- 29 janvier : Badr al-Djamali, gouverneur d'Acre, appelé secrètement par le calife Fatimide d'Égypte Al-Mustansir Billah, entre dans Le Caire avec sa garde arménienne et en une nuit fait exécuter par ses hommes les chefs militaires séditieux, aussi bien soudanais que turcs. Il obtient les charges de commandants des armées, de directeur des missionnaires et de vizir[1].

- L’aventurier arménien Philaretos Brakhamios, qui contrôle la région entre Mélitène, le Taurus et la Cilicie, cherche à s’emparer d’Antioche  avec l'appui du patriarche Émilien à la faveur d'une émeute à la mort du duc Tarchaniotès. Isaac Comnène, nommé duc d'Antioche, parvient à réprimer l'insurrection[2].

### Europe
- 27 janvier : la petite armée de l'empereur Henri IV rencontre les révoltés Saxons à Hersfeld, de part et d'autre de la Werra ; le combat n'a pas lieu et des négociations de paix sont ouvertes[3]

- 2 février :
  - Paix de Gerstungen entre Henri IV du Saint-Empire et les Saxons révoltés sur la base des revendications de Goslar de 1073[3]. Les forteresses royales en Saxe sont détruites[4], les biens confisqués sont restitués (Otton de Nordheim retrouve nominalement son duché de Bavière), et le roi s'engage à ne pas résider en Saxe ; en signant la paix, les Saxons s'aliènent les seigneurs d'Allemagne méridionale et centrale qui pour la plupart rejoignent le parti de l'empereur lors de la diète tenue à Strasbourg à Noël[5],[6].
  - Lettre du pape Grégoire VII au comte Guillaume de Bourgogne. Il lui expose le projet d'une expédition au secours de Byzance contre les Normands en Italie du sud et les Turcs en Anatolie[7].
- 7 février : Pandolf IV de Bénévent est tué par les Normands à la bataille de Montesarchio[8].

- 1er mars : bulle du pape Grégoire VII qui appelle tous les chrétiens au secours de Constantinople[7].
- Mars : conciles de Rome (mars 1074 et février 1075), dans le cadre de la réforme grégorienne. Décrets contre les simoniaques[9] et les nicolaïtes[10]. Excommunication de Robert Guiscard qui refuse de faire hommage au pape[9].
- 14 mars : Géza, fils de Béla Ier vainc Salomon Ier de Hongrie à la bataille de Mogyoród qui s’enfuit en Istrie où il finit sa vie comme ermite[11]. Géza Ier (1044-1077) devient roi de Hongrie. Il règne jusqu'en 1077 protégé par le Basileus Michel VII Doukas dont il reçoit une couronne qui, associée à celle envoyée par le pape à saint Étienne, formera la sainte couronne de Hongrie.
- 25 juin : l'évêque Amat d'Oloron, nommé légat du pape en Aquitaine pour mener la réforme, convoque à Poitiers un synode pour dissoudre le mariage incestueux de Guillaume VIII, comte de Poitiers et Hildegarde de Bourgogne[12].
- Avril  : l'archevêque Annon écrase un soulèvement des citoyens de Cologne contre son autorité[3].

- 19 juillet : mariage de Rodrigo Diaz de Bivar, dit le Cid et de Jimena Diaz[13].

- Août : traité d’alliance entre Robert Guiscard et Byzance[14]. À la suite d’un échange d’ambassades entre le pape et Michel VII Doukas, Grégoire VII adresse à certains « fidèles » de saint Pierre un appel à se rendre au secours de l’empire byzantin face aux musulmans. Robert Guiscard assoupli sa position et accepte de marier une de ses filles au jeune fils de Michel VII et promet de défendre le territoire impérial contre ses ennemis. Les Normands sont utilisés comme mercenaires par les Byzantins, notamment en Arménie contre les Saljûqides, depuis le milieu du siècle.

- 7 décembre : lettre de Grégoire VII à l'empereur Henri IV. Le pape projette une expédition au secours des chrétiens d’Orient dont il prendrait lui-même la tête, confiant la défense des intérêts de l’Église à l’empereur. La querelle avec l’empire met fin au projet et amène le renversement de la politique pontificale en faveur des Normands dont le pape approuve l’intervention en Grèce (1081)[7].

- Vladimir II Monomaque, petit-fils de Iaroslav le Sage, épouse la princesse anglo-saxonne Gyda, fille d'Harold II d'Angleterre[7].